# Міжнародна шкала ядерних подій
Міжнаро́дна шкала́ я́дерних поді́й (англ. INES, скор. International Nuclear Event Scale) розроблена Міжнародним агентством з атомної енергії у 1988 році і з 1990 року використовувалася в цілях однаковості оцінки надзвичайних випадків, пов'язаних з аварійними радіаційними викидами у довкілля на атомних станціях, а пізніше стала застосовуватися до всіх установок, пов'язаних з цивільною атомною промисловістю. МАГАТЕ рекомендує оповіщати країни-учасниці у 24-годинний термін про всі аварії вище 2 рівня небезпеки, коли є хоча б незначні викиди радіації за межі виробничого майданчика, а також у випадках подій 0 і 1 рівнів, якщо того вимагає суспільний інтерес за межами країни, в якій вони відбулися. Такий підхід дозволяє оперативно і злагоджено сповіщати громадськість про значущість з точки зору безпеки подій на ядерних установках, про які надходять повідомлення. Інформація передається в ЗМІ країнами-учасниками і самим МАГАТЕ, в тому числі за допомогою інтернету. Фактично шкала INES є інструментом комунікації. Головне призначення шкали — це полегшення оперативної комунікації і взаєморозуміння між фахівцями, засобами масової інформації та населенням відносно значущості ядерних подій з точки зору безпеки.
Шкала застосовується до будь-якої події, що пов'язана з перевезенням, зберіганням і використанням радіоактивних матеріалів та джерел випромінювання і охоплює широкий спектр практичної діяльності, включаючи радіографії, використання джерел випромінювання в лікарнях, на будь-яких цивільних ядерних установках тощо. Вона також включає втрату і розкрадання джерел випромінювання та виявлення безхазяйних джерел.
За шкалою INES ядерні та радіологічні аварії та інциденти класифікуються на 7 рівнів, а також областю дії:
- Населення і довкілля — в ній враховуються дози опромінення, отримані населенням, а також викиди радіоактивних матеріалів з установки;
- Радіологічні бар'єри і контроль — в ній враховуються події, що не роблять прямого впливу на населення і довкілля і стосуються тільки того, що відбувається в межах майданчика ядерної установки, сюди входять незаплановані високі рівні опромінення персоналу та розповсюдження значних кількостей радіоактивних речовин в межах великої ядерної установки, наприклад АЕС.
- Глибокоешелонований захист — сюди входять події, пов'язані з тим, що комплекс заходів, призначених для запобігання аваріям, не був реалізований так, як це задумувалося.

Під шкалу підпадають тільки радіоактивні витоки і порушення заходів безпеки, а не випадки переопромінення хворих в результаті процедур, військові інциденти та навмисні злочини. Також шкалу застосовують для порівняння рівня безпеки в держав і проєктних організацій — через невелику кількість аварій другого рівня і вище.
Інцидент (англ. incident) — подія, що класифікується як така, що належить до рівня 1, 2 або 3 за шкалою INES, тобто з відхиленням від дозволеного режиму експлуатації, але не така серйозна як аварія. Аварія (англ. accident) — подія, що класифікується як така, що належить до рівня 4, 5, 6 або 7, тобто з викидом радіоактивного матеріалу за межі майданчика, який може привести до опромінювання населення, яке досягає не менш порядку величини дозволених (санкціонованих) меж, або потребує застосування контрзаходів, або призводить до значного пошкодження установки, або призводить до опромінювання робітників на майданчику в такому степені, за яким існує висока ймовірність ранньої смерті.
Станом на квітень 2011 року, тільки дві аварії оцінені по максимальному, 7-му рівню (Чорнобиль і Аварія на АЕС Фукусіма I), і одна по 6-му (аварія на ВО «Маяк»).

## Шкала INES
| Рівень за шкалою INES                             | Критерії оцінки безпеки                                                            | Критерії оцінки безпеки                                                                               | Критерії оцінки безпеки | Приклади подій                                                                                |
| Рівень за шкалою INES                             | Населення та довкілля                                                              | Радіологічні бар'єри і контроль                                                                       | Глибокоешелонований захист | Приклади подій                                                                                |
| ------------------------------------------------- | ---------------------------------------------------------------------------------- | --- | --- | --------------------------------------------------------------------------------------------- |
| Рівень 7. Велика аварія                           | Сильний викид: важкі наслідки для здоров'я населення і для довкілля                | | | - Аварія на Чорнобильській АЕС, СРСР, 1986; - Аварія на Першій Фукусімській АЕС, Японія, 2011 |
| Рівень 6. Серйозна аварія                         | Значний викид: потрібне повномасштабне застосування планових заходів з відновлення | | | - Аварія на ВО «Маяк», СРСР, 1957                                                             |
| Рівень 5. Аварія з ризиком для довкілля           | Обмежений викид: потрібне часткове застосування планових заходів з відновлення     | Важке пошкодження активної зони і фізичних бар'єрів                                                   | | - Аварія на АЕС Трі-Майл-Айленд, США, 1979                                                    |
| Рівень 4. Аварія без значного ризику для довкілля | Мінімальний викид: опромінення населення в допустимих межах                        | Серйозне пошкодження активної зони і фізичних бар'єрів; опромінення персоналу з летальним результатом | | - Аварія на ядерному об'єкті Токаймура, Японія, 1999                                          |
| Рівень 3. Серйозний інцидент                      | Мізерно малий викид: опромінення населення нижче допустимої межі                   | Серйозне поширення радіоактивності; опромінення персоналу з серйозними наслідками                     | Аварії вдалося запобігти, але для цього довелося залучити всі справні системи безпеки. Також: втрата, викрадення або доставлення не за адресою високоактивного джерела | - Пожежа на АЕС Вандельос, Іспанія, 1989                                                      |
| Рівень 2. Інцидент                                |                                                                                    | Значне поширення радіоактивності; опромінення персоналу за межами допустимого                         | Інцидент з серйозними збоями у засобах забезпечення безпеки | Численні події                                                                                |
| Рівень 1. Аномальна ситуація                      |                                                                                    | | Аномальна ситуація, що виходить за межі допустимого в експлуатації | Численні події                                                                                |
| Рівень 0. Подія з відхиленням нижче шкали         | Відсутня значущість з точки зору безпеки                                           | Відсутня значущість з точки зору безпеки                                                              | Відсутня значущість з точки зору безпеки | Численні події                                                                                |

Протягом 2000—2016 років кількість порушень у роботі наявних АЕС України (без врахування ЧАЕС) складала за шкалою ІНЕС, яка є всесвітнім інструментом, який призначений для інформування громадськості про значущість ядерних і радіологічних подій для безпеки (дані за рівнем «нижче шкали/рівень „0“ (не суттєво для безпеки)»/ за рівнем 1 відхилення від нормального режиму експлуатації (аномальна подія): 2000 — 64/7; 2001 — 55/13; 2002 — 40/5; 2003 — 33/3; 2004 — 29/3; 2005 — 33/1; 2006 — 31/2; 2007 — 25/0; 2008 — 22/0; 2009 — 21/0; 2010 — - 22/0; 2011 — 14/1; 2012 — 15/0; 2013 — 11/0; 2014 — 10/0; 2015 — 15/0; 2016 — 12/0.